# Eddie Jones (színművész)
Eddie Jones (Washington, Pennsylvania, 1934. szeptember 18. – Los Angeles, Kalifornia, 2019. július 6.) amerikai színész.

## Filmjei
- Testvérszövetség (Bloodbrothers) (1978)
- Az első halálos bűn (The First Deadly Sin) (1980)
- Tales from the Darkside (1983, tv-sorozat, egy epizódban)
- Szerepcsere (Trading Places) (1983)
- C.H.U.D. (1984)
- A sárkány éve (Year of the Dragon) (1985)
- The Equalizer (1986–1989, tv-sorozat, öt epizódban)
- A gyilkos segédje (Apprentice to Murder) (1988)
- Stanley és Iris (Stanley & Iris) (1990)
- Cadillac Man (1990)
- Svindlerek (The Grifters) (1990)
- The Young Riders (1990, tv-sorozat, egy epizódban)
- Rocketeer (The Rocketeer) (1991)
- Micsoda csapat! (A League of Their Own) (1992)
- Komputerkémek (Sneakers) (1992)
- Anyuci tutira megy (The Positively True Adventures of the Alleged Texas Cheerleader-Murdering Mom) (1993, tv-film)
- Letter To My Killer (1995, tv-film)
- Lois és Clark: Superman legújabb kalandjai (Lois & Clark: The New Adventures of Superman) (1993–1997, tv-sorozat, 87 epizódban)
- A semmi közepén (Dancer, Texas Pop. 81) (1998)
- Merénylet Lincoln ellen (The Day Lincoln Was Shot) (1998, tv-film)
- Szívedbe zárva (Return to Me) (2000)
- A láthatatlan ember (The Invisible Man) (2000–2002, tv-sorozat, 45 epizódban)
- Az éneklő detektív (The Singing Detective) (2003)
- The Big O (2003, tv-sorozat, egy epizódban)
- Vágta (Seabiscuit) (2003)
- Terminál (The Terminal) (2004)
- A boxedző (Fighting Tommy Riley) (2004)